# Neopanorpa furcata
Neopanorpa furcata är en näbbsländeart som först beskrevs av Thomas Hardwicke 1825.  Neopanorpa furcata ingår i släktet Neopanorpa och familjen skorpionsländor. Inga underarter finns listade i Catalogue of Life.